# 多棘黏滑光鼻鯰
多棘黏滑光鼻鯰（学名：Glaphyropoma spinosum）為輻鰭魚綱鯰形目毛鼻鯰科的其中一種。分布於南美洲巴西淡水流域，體長可達5.8公分，棲息在底層水域，生活習性不明。
其种加词“spinosum ”意为“棘状的”。